# Tatort: Von Bullen und Bären
Von Bullen und Bären ist ein Fernsehfilm aus der Kriminalreihe Tatort der ARD und des ORF. Der Film wurde vom SFB produziert und am 4. Juni 2000 erstmals ausgestrahlt. Es handelt sich um den vierten Fall des Ermittler-Duos Hellmann und Ritter und die 445. Tatort-Folge. Hellmann und Ritter müssen den Mord an einem Taxifahrer und einem Börsenjournalisten klären und geraten dabei auf die Spur von Bilanzfälschungen und Anlagebetrug.

## Handlung
Die Berliner MARAM AG feiert ihre Börsenemission, die junge Chefin Michaela Rambeck verlässt mit Unterlagen die Firma und will davonfahren, ihr Vater Manfred Rambeck, der zur Feier des Tages seine alte Firma besucht, hindert seine Tochter daran, weil er mit ihr feiern will und übergibt die Unterlagen dem jungen Taxifahrer Tom Briele, der sie stattdessen zur Bank bringen soll. Durch einen Beinahe-Unfall wird er auf die Unterlagen im Koffer aufmerksam und erkennt die Brisanz der selbigen. Am Abend unternimmt Briele einen Erpressungsanruf und bietet die Rückgabe der Unterlagen gegen eine hohe Geldsumme an, sonst werde er die Unterlagen anderweitig verkaufen. In einem Parkhaus erwartet er wenig später die Übergabe des Geldes, stattdessen wird er niedergeschlagen, in seinem Taxi an einen abgelegenen Ort gefahren und dort in diesem verbrannt. Michaela Rambeck erfährt noch am selben Abend zu ihrer Überraschung, dass die Unterlagen nicht angekommen sind. Hellmann und Ritter werden zum Tatort gerufen, der Tote kann schnell als Tom Briele identifiziert werden, er hat BWL studiert und fuhr nebenbei Taxi. Schnell finden die Beamten durch Ritters ehemaligen Chef ebenfalls heraus, dass seine letzte Tour die Kurierfahrt für die Firma MARAM AG war. Hellmann und Ritter suchen Michaela Rambeck auf, diese gibt den Beamten gegenüber an, davon auszugehen, dass die Unterlagen angekommen seien, nach scheinbaren Erkundigungen gibt sie sich überrascht über das Verschwinden derselben. Sie gibt an, dass die Konkurrenz zwar an den transportierten Bilanzzahlen interessiert sei, dafür aber sicherlich niemanden töten würde.
Obwohl alles auf Raubmord an Briele hindeutet, glaubt Ritter nicht daran, weil die Tat vorbereitet worden zu sein scheint. In Brieles Wohnung finden die Beamten Hinweise darauf, dass jemand die Wohnung kürzlich durchsucht haben muss. Hellmann, der selbst MARAM-Aktionär ist, nimmt Ritter mit in das Café „Bullen und Bären“, in dem Börsianer sich zum Wissensaustausch treffen. Die Beamten werden beim Betreten des Cafés von Rolf Michalke, dem Sicherheitschef der MARAM, beobachtet. Drinnen erfahren sie, dass der Börsenjournalist Dr. Alexander Gerlach ebenfalls MARAM-Aktien empfiehlt,  obwohl er mit Amelie, der zweiten Rambeck-Tochter, verheiratet und mit seiner angeheirateten Familie zerstritten ist. Ein Insider erzählt Ritter jedoch, dass die Aktien der Firma überbewertet seien, diese hätten wegen mehrerer Fehlspekulationen mit Immobilien finanzielle Probleme. Michaela Rambeck erfährt unterdessen, dass die Firma selbst Büromaterial nur noch gegen Vorkasse geliefert bekommt. Dr. Gerlach wird unterdessen in seinem Auto von einem Maskierten bedroht, der Unbekannte meint, Gerlach habe sich mit MARAM verspekuliert, auch mit der Empfehlung der Aktien. Von Weber erfährt Hellmann, dass Briele erschlagen wurde und schon tot war, bevor sein Taxi in Brand gesteckt wurde.
Ritter sucht Brieles Freundin Jessica Hartmann auf, in ihrer Wohnung hält sich ein unbekannter Einbrecher auf, der Ritter entkommt. Jessica erzählt Ritter, dass Briele bei ihrem letzten Beisammensein euphorisch gewesen sei und meinte, bald würden sie steinreich sein. Michaela Rambeck trifft sich unterdessen mit Hellmann, sie weist Gerüchte über Finanzprobleme der MARAM zurück, sogar ihr verhasster Schwager würde ihre Aktien empfehlen. Ritter platzt in das Treffen hinein und spricht Rambeck auf die Fehlspekulationen an, woraufhin sie das Restaurant verlässt. Am nächsten Morgen zeigt Ritter dem ungläubigen Hellmann eine MARAM-Immobilie in der Berliner Innenstadt, das Bürogebäude steht trotz bester Lage leer, im Gebäude treffen die Beamten lediglich Michalke an. Unterdessen taucht der Gerichtsvollzieher bei den Gerlachs auf, Dr. Gerlach gesteht daraufhin seiner Frau Amelie, dass er sich wegen der Asienkrise verspekuliert habe und sie deshalb hoch verschuldet seien. Gerlach bittet seine Frau, ihren Vater, der sie wegen der Hochzeit enterbt hat, um Hilfe zu bitten. Unterdessen taucht Michaela Rambeck im Gebäude auf und gibt sich den Beamten gegenüber wegen des Leerstands gelassen, dieser werde bald beendet. Aktionär Hellmann ist beruhigt, doch Ritter macht ihn auf den Leerstand von Büroimmobilien in der gesamten Innenstadt aufmerksam, die Investoren hätten offensichtlich die Sogwirkung des vereinten Berlins bislang überschätzt.
Unterdessen bittet Gerlach Manfred Rambeck um finanzielle Hilfe und bietet ihm an, sich im Gegenzug von seiner Tochter zu trennen, damit dieser sie „zurück bekäme“. Rambeck lehnt ab, woraufhin Gerlach droht, sein Dossier über die Fehlspekulationen von Michaela als neuer Geschäftsführerin zu veröffentlichen und MARAM damit zu ruinieren, Rambeck schickt ihn weg. Rambeck sucht kurz darauf seine Tochter Amelie auf, er versucht ihr klarzumachen, dass er sie nicht hat fallenlassen, er hat finanziell für sie vorgesorgt und möchte, dass sie sich von Gerlach trennt, doch diese lehnt auch ab, als ihr Vater ihr vom „Angebot“ ihres Mannes erzählt. Ritter erfährt unterdessen von einem Insider im „Bullen und Bären“, dass eine Firma namens „Bella Vista“ sich ebenfalls spekuliert hat, dieses hängt mit der MARAM zusammen. Während Gerlach am Abend erneut von dem maskierten Unbekannten bedroht wird, trifft sich Hellmann mit Michaela Rambeck, sie gibt ihm beim romantischen Abendessen auch ihren Bilanzauszug. Als sie sich näher kommen, platzt Amelie, die ihren Mann verlassen will, hinein, Michaela zeigt sich neidisch auf ihre Schwester, die vom Vater trotz der Ehe mit Gerlach finanziell weitaus besser ausgestattet wurde als die geschäftstüchtige Michaela. Hellmann und Ritter erfahren am nächsten Morgen, dass die Bilanz von Michaela nicht vollständig ist, das Pleitegeschäft der Tochterfirma Bella Vista wird dort mit keinem Wort erwähnt, nun wird auch Hellmann misstrauisch.
Hellmann und Ritter, denen das Ausmaß der finanziellen Schwierigkeiten der MARAM bewusst wird, mutmaßen, dass Michaela Rambeck ihren Schwager gekauft haben muss, damit dieser als Börsenexperte MARAM-Aktien empfiehlt. Unterdessen meldet sich der Taxifahrer bei den Beamten, der den Mörder nach dem Entzünden des Taxis vom Tatort weggefahren haben muss. Er zeigt ein Foto von Alexander Gerlach aus dem Wirtschaftsteil der Zeitung, Gerlach habe nach Benzin gerochen. Hellmann und Ritter eilen zum Haus der Gerlachs, finden diesen dort aber erschlagen auf, Amelie sitzt apathisch daneben. Auf dem Aschenbecher, mit dem Gerlach erschlagen wurde, sind Fingerabdrücke von Amelie, aber auch fremde festgestellt worden, Amelie berichtet, dass sie vom Einkaufen zurückkam, die Tür offen stand und sie dann ihren Mann tot aufgefunden habe. Manfred Rambeck taucht im Präsidium auf und gesteht den Mord an seinem Schwiegersohn, dieser habe ihn um Geld gebeten, sei dann aber beleidigend geworden, so dass Rambeck die Beherrschung verloren habe. Hellmann und Ritter haben nunmehr zu beiden Morden einen Täter, sehen den Fall aber nicht als vollständig geklärt an. Weber findet unterdessen heraus, dass Fingerabdrücke auf einem Lichtschalter in Gerlachs Haus Rolf Michalke gehören, der als unehrenhaft entlassener BGS-Beamter vorbestraft ist.
Hellmann und Ritter stellen fest, dass in den Unterlagen Gerlachs das aktuelle Dossier fehlt, der Mörder muss es an sich genommen haben. Brieles Freundin Jessica übergibt den Beamten einen Schließfachschlüssel, den Briele kurz vor seinem Tod per Einschreiben an sie abgeschickt haben muss. Im Schließfach finden sie den Koffer, der MARAM-Aktien im Wert von einer Million D-Mark enthält, sowie eine Aufzeichnung des Erpressungsanrufs von Briele an Gerlach. Die Beamten vermuten, dass Gerlach seine Schwägerin erpresst hat, nachdem ihm der Mord an Briele nicht an die Aktien gebracht hatte. Michalke fordert unterdessen von Michaela Rambeck die Auszahlung seines Gehaltes, schließlich habe er die Drecksarbeit erledigt, die Polizisten beschattet und Gerlach bedroht, Rambeck kann aber nicht zahlen. Als Manfred Rambeck mit Amelie hinzukommt und Michaela wegen der gefälschten Bilanzen zur Rede stellt, zieht Michalke eine Waffe und nimmt alle drei als Geisel, er fordert zwei Millionen D-Mark für sich. Er zwingt Manfred Rambeck, mit ihm und den Geiseln zu dessen Bank zu fahren, durch einen Trick kann Rambeck mit Hellmann telefonieren und ihm unauffällig das Fahrtziel nennen. Michalke schickt Rambeck in die Bank, um das Geld zu holen, während er im Auto mit dessen Töchtern wartet, Hellmann und Ritter gelingt es, mit Rambeck in der Bank zu sprechen und anschließend Michalke zu überwältigen und die Geiseln unverletzt zu befreien. In der Handtasche von Michaela findet Hellmann Gerlachs Notizbuch, das sie als Mörderin ihres Schwagers überführt, Michalke und Michaela werden festgenommen.

## Produktion
Der Tatort Von Bullen und Bären ist eine Produktion im Auftrag des SFB für Das Erste. Der Film wurde in Berlin gedreht. Bei seiner Erstausstrahlung am 4. Juni 2000 hatte Von Bullen und Bären 6,81 Millionen Zuschauer, was einem Marktanteil von 23,06 % entspricht.

## Kritik
TV Spielfilm beurteilte den Film nur mittelmäßig und kommentiert „Logische Schwächen - mit Witz geglättet“.